# الفيدرالية الإيبيرية

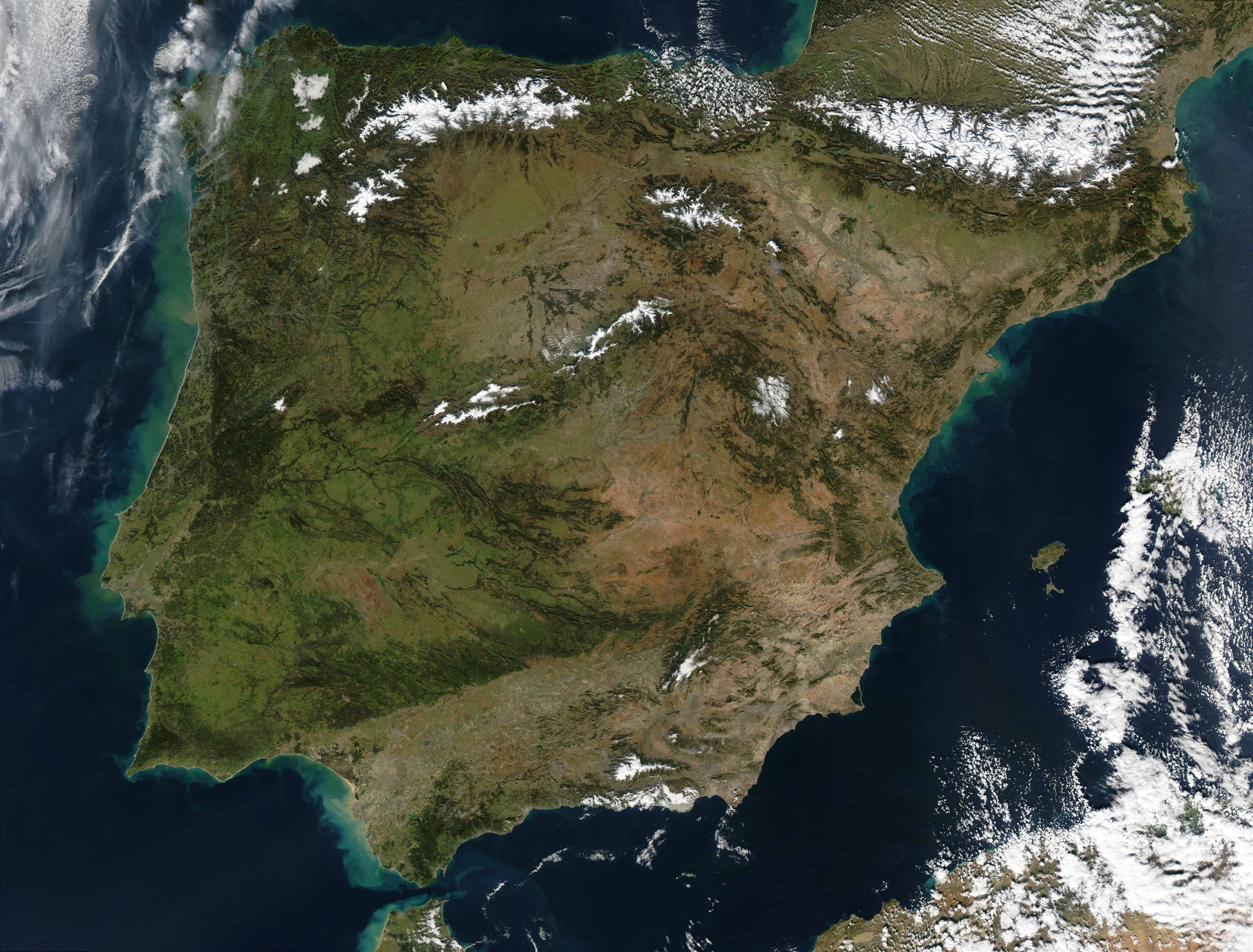

الفيدرالية الإيبيرية أو الإيبيرية الجامعة أو الإيبيرية (باللغة الإسبانية والبرتغالية: Iberismo، الكاتالونية: Iberisme) هي أسماء لأيديولوجيا القومية الجامعة التي تدعم اتحاد جميع أراضي شبه الجزيرة الإيبيرية.

## التأييد
خلص استطلاع للرأي أُجري في عام 2009 إلى أن 30.3% من الذين شاركوا من الإسبان يؤيدون الفدرلة، و39.9% من الذين شاركوا من البرتغاليين يؤيدون اتحادًا واحدًا. ارتفعت الأرقام إلى 31 و45 في المائة على التوالي في عام 2010.
أظهر استطلاع للرأي أجرته جامعة سالامانكا الإسبانية في عام 2011 إلى أن 39.8% من الذين شاركوا من الإسبان و46.1% من الذين شاركوا من البرتغاليين أيدوا إنشاء الفيدرالية بين البلدين. شارك في الاستطلاع 1741 شخصًا.

### شخصيات إيبيرية
- ميجيل دي أونامونو، الفيلسوف الباسكي.
- خوان باليرا، كاتب إسباني.
- إيميليو كاستيلار، رئيس الجمهورية الإسبانية الأولى.
- جوان ماراجال، شاعر كتالوني.
- سينيبالدو دي ماس. دبلوماسي كتالوني للحكومة الإسبانية.
- فرانسيسكو بي مارغال، رئيس الجمهورية الإسبانية الأولى.
- جوزيه ساراماغو، روائي برتغالي حائز على جائزة نوبل للأدب.
- ألفونسو رودريغيز، قومي غاليسي.

## العلم الإيبري
صنع سينيبالدو دي ماس، الدبلوماسي والكاتب الإسباني الكاتالوني، العلم الإيبيري في عام 1854. ينقسم العلم الإيبري إلى ألوان العلم الملكي البرتغالي القديم (الأزرق والأبيض) والعلم الإسباني والكتالوني (الأحمر والأصفر)، والذي يعود تاريخهم إلى عامي 1830 و1785 على التوالي. العلم الإيبري أقدم من علم الجمهورية الإسبانية الثانية وعلم الجمهورية البرتغالية الثانية (1931 و1911 على التوالي).
ليس من قبيل المصادفة أن العلم الإيبري له نفس الألوان (بترتيب مختلف) مثل علم مقاطعة برشلونة البحرية. كانت برشلونة مسقط رأس سينيبالدو دي ماس.
يرى بعض الإيبيريين أن الفدرلة أو الكونفدرالية ينبغي أن تتشكل من الأجزاء شبه الجزرية للبرتغال وإسبانيا (بدون وادي أران الذي ينبغي أن يكون ملكاً لغشكونية)، وجزر البليار، وجبل طارق، وأندورا، ومنطقتي الباسك والكتلان في فرنسا. ينبغي أن تكون أربع لغات رسمية هي: القشتالية، والجاليكية البرتغالية، والكتالونية، والباسكية.
أراد سينيبالدو دي ماس أن تقام العاصمة الفيدرالية أو الكونفدرالية لإيبيريا في سانتاريم، ريباتيجو، البرتغال، ولكن عاصمة أبرشية هيسبانياروم، التي أنشأها الإمبراطور الروماني دقلديانوس عام 287 كانت أميريتا أوغستا (ماردة الحديثة)، في إكستريمادورا بالإسبانية.